# Tellervo talautensis
Tellervo talautensis är en fjärilsart som beskrevs av Talbot 1943. Tellervo talautensis ingår i släktet Tellervo och familjen praktfjärilar. Inga underarter finns listade i Catalogue of Life.